# Teichmühle (Steinwiesen)
Teichmühle ist ein Gemeindeteil des Marktes Steinwiesen im Landkreis Kronach (Oberfranken, Bayern).

## Geographie
Die Einöde liegt am rechten Ufer der Rodach und an der Staatsstraße 2207, die innerorts nach Steinwiesen (1 km südlich) bzw. nach Klingersmühle führt (1,2 km nordöstlich).

## Geschichte
Teichmühle wurde 1507 erstmals urkundlich erwähnt.
Teichmühle gehörte zu Steinwiesen. Bis Ende des 18. Jahrhunderts übte das bambergische Centamt Kronach das Hochgericht aus. Die Grundherrschaft über die Schneidmühle hatte das Kastenamt Kronach inne.
Mit dem Ersten Gemeindeedikt wurde Teichmühle dem 1808 gebildeten Steuerdistrikt Steinwiesen und der 1818 gebildeten Ruralgemeinde Steinwiesen zugewiesen. Seit den 1960er Jahren ist die Mühle unbewohnt.
Die Schneid- bzw. Sägemühle ist noch in Betrieb und kann als nichtstaatliches Museum besichtigt werden. Eine Rarität ist das noch zuverlässig arbeitende königlich-bayerische Eisenvollgatter aus der ehemaligen Maxhütte in Bergen/Chiemgau. Das vier Meter hohe unterschlächtige Wasserrad erbringt eine Leistung von sechs bis sieben PS. Im unteren Stockwerk der Mühle erfolgt die Kraftübertragung zu den Maschinen über Transmission. In den Außenanlagen sind das Nadelwehr, der Eichpfahl, der Mühlgraben, Schautafeln, der Wellenbaum aus Eichenholz, Kammräder, ein Korbrad, ein nachgebautes historisches Bretterfloß, das Mühlholz und ein Holzquiz zu sehen. Im Sägeschuppen und in der Müllerwohnung werden die Arbeits- und Wohnbedingungen der fast 900-jährigen Mühlentradition im Frankenwald erläutert.
Führungen durch die Anlage erfolgen seit 1987 durch den Mühlenverein Rodachtal e. V. Seit 2003 hat der Verein die Teichmühle Steinwiesen gepachtet und führt auch den Schneidbetrieb (Sägebetrieb) durch. Geöffnet ist am 1. Mai und dann von Mai bis einschl. Oktober jeden Sonntag von 14.00 bis 17.00 Uhr. Ein erfahrener Mühlenführer ist anwesend. Gruppen ab 10 Personen können nach rechtzeitiger Voranmeldung auch werktags die Teichmühle Steinwiesen besichtigen.

### Baudenkmal
- Teichmühle 1: Sägemühle

### Einwohnerentwicklung
| Jahr      | 001818 | 001861 | 001871 | 001950 | 001961 | 001970 | 001987 |
| Einwohner |        | *      | 0      | 5      | 0      | 0      | 0      |
| Häuser    | 1      |        |        | 1      | 1      |        | 1      |
| Quelle    | [ 6 ]  | [ 8 ]  | [ 9 ]  | [ 10 ] | [ 11 ] | [ 12 ] | [ 1 ]  |

## Religion
Der Ort ist römisch-katholisch geprägt und nach Mariä Geburt (Steinwiesen) gepfarrt.